# 國民權益委員會
國民權益委員會（：／ Gungmin Gwonik Wiwonhoe */?），是韩国政府部门之一，于2008年2月29日成立，合并包括韩国监察专员、韩国国家清廉委员会和行政上诉委员会在内的三个相关政府实体，旨在通过为公民提供更快、更方便的公共投诉和行政上诉渠道来打击腐败。委员长为部长级公务员，三名副委员长为次长级公务员。

## 歷任委員長
- 梁建（양건，2008年3月17日─2009年8月27日）
- 李在五（이재오，2009年9月30日─2010年6月30日）
- 金英蘭（김영란，2011年1月1日─2012年11月27日）
- 朴在泳（박재영，代理：2012年11月28日─2012年12月10日）
- 李晟補（이성보，2012年12月11日─2015年12月10日）
- 成永薰（성영훈，2015年12月11日─2017年6月28日）
- 朴恩正（박은정，2017年6月29日─2020年6月28日）
- 全賢姬（전현희，2020年6月29日─2023年6月27日）
- 鄭勝允（정승윤，代理：2023年6月27日─2023年7月2日）
- 金洪一（김홍일，2023年7月3日─2023年12月22日）
- 鄭勝允（정승윤，代理：2023年12月22日─2024年1月10日）
- 柳哲桓（유철환，2024年1月10日─至今）